# Лопатоніс Сутткузі
Лопатоніс Сутткузі, також лопатоніс алабамський (Scaphirhynchus suttkusi) — річкова риба родини осетрових. Поширена в нижній течії річки Алабама. Риба жовтувато-оранжевого кольору. Виростає до розмірів близько 30 см в довжину, і від 1 до 1,5 кг, і, як вважають, живуть від 12 до 20 років.